# De Uitlegger

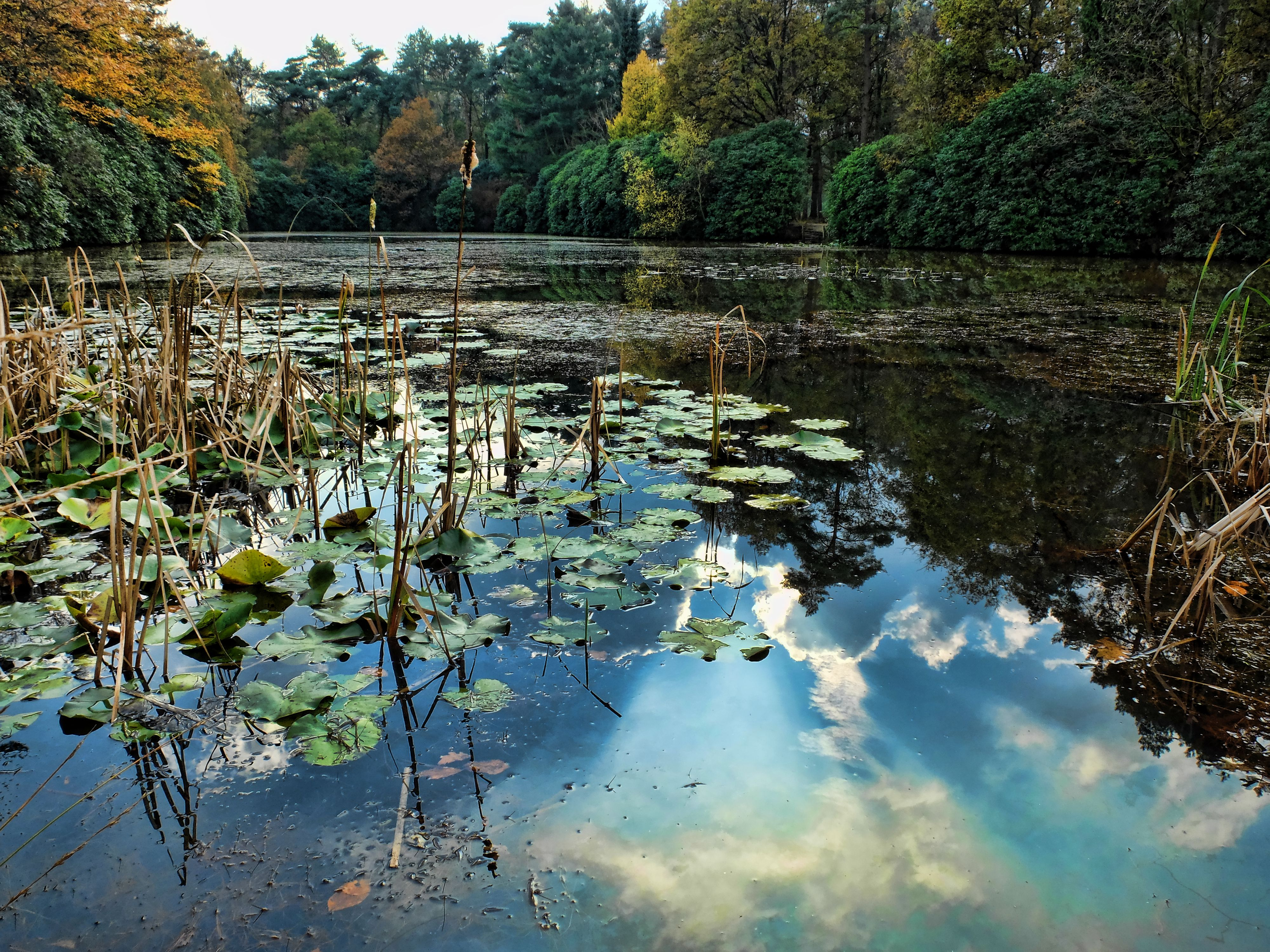
Vijver met waterlelies in de Uitlegger in Brasschaat

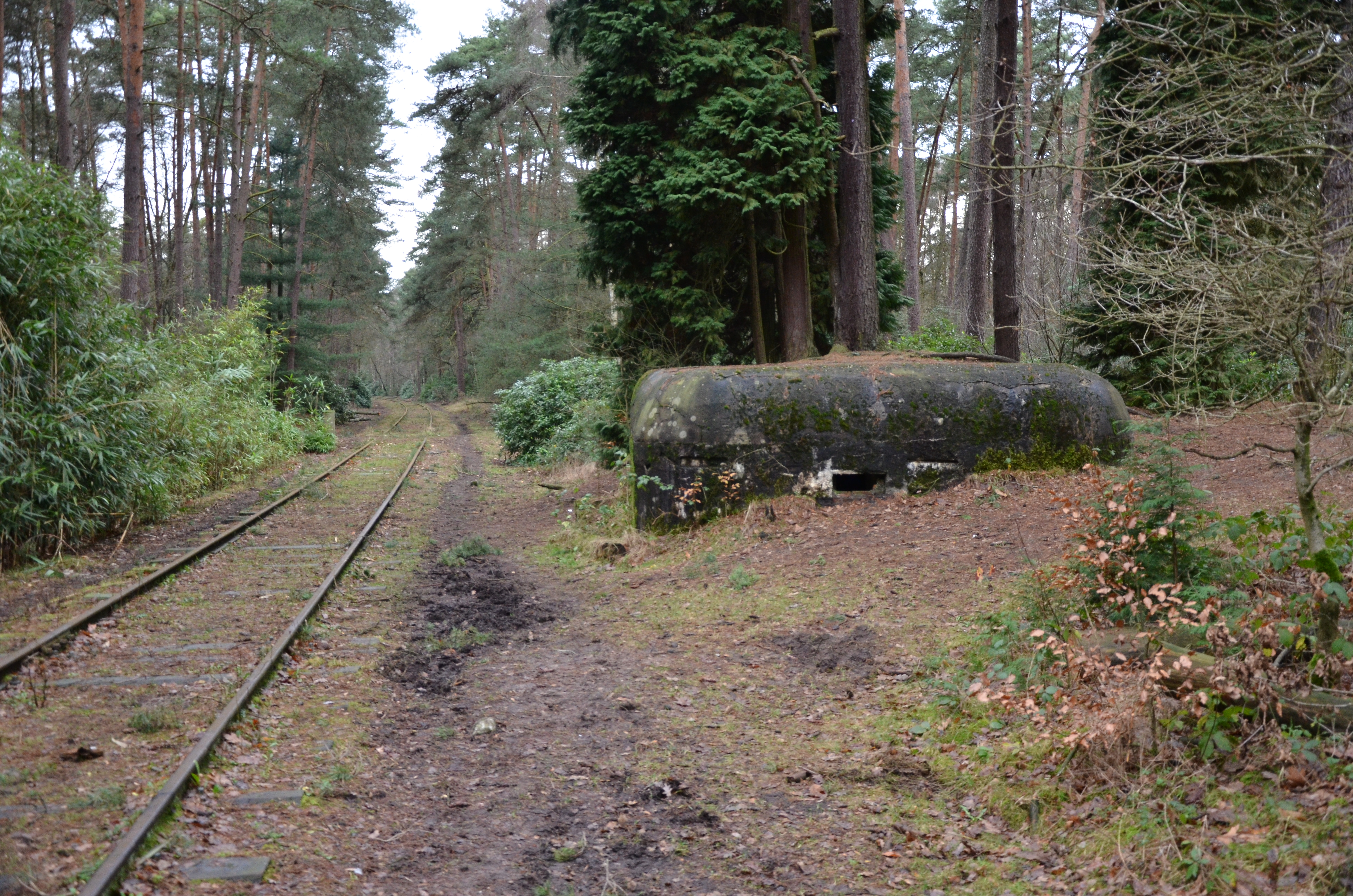
Bunker naast spoorweg in De Uitlegger

De Uitlegger is een natuurpark op de grens van Kapellen en Brasschaat. Zowel in Kapellen, aan de Heidestraat-Zuid, als In Brasschaat, aan de Sionkloosterlaan, is een toegang met parkeerplaatsen voorzien.
Het domein is ongeveer 88 hectare groot waarvan 71 hectare op het grondgebied van de gemeente Kapellen liggen.

## Etymologie
De naam "De Uitlegger" komt van een vroegere bewoner van het domein die landmeter of uitlegger van een meetstok was.

## Geschiedenis
Het gebied maakte vroeger deel uit van het 440 hectare grote domein "De oude gracht". In 1983 kocht de Vlaamse Overheid het domein. In het domein liggen talloze bunkers, veelal onder heuvels. Ze behoorden tot de “Nordabschnitt”, een Duitse stelling uit de Eerste Wereldoorlog.

## Fauna en Flora
De antitankgracht doorkruist het gebied en zorgt, met enkele zijgrachten, voor een bijzondere biotoop met heel wat zeldzame dieren en planten. Er zijn ook vijvers, die omzoomd zijn met rododendrons. Het park kent een vaste eendenpopulatie. Tevens grazen er ook paarden.
Men kan de Uitlegger verkennen via een aantal wandelpaden en fietsroutes. Er zijn ook op verschillende plaatsen bankjes voorzien om rustig te genieten van de natuur. Vaak zijn er in de buurt van die bankjes borden met daarop extra uitleg over de fauna en flora in het park. In het domein ligt ook een hondenweide.

## Beheer
In opdracht van het Agentschap voor Natuur en Bos, OCMW Antwerpen, de Gemeente Brasschaat en de Bosgroep Antwerpen Noord vzw werd over de jaren 2008-2011 een uitgebreid bosbeheerplan uitgevoerd in de regio Kapellen-Brasschaat-Schoten.